# Belvidere (Illinois)
Belvidere (ausgesprochen: bɛlvɨˌdɪər) ist eine Stadt und Verwaltungssitz des Boone County im Norden des US-amerikanischen Bundesstaates Illinois. Im Jahre 2020 hatte Belvidere 25.339 Einwohner. Das Montagewerk von Stellantis, wo zuletzt der Jeep Cherokee produziert wurde, ist größer als Vatikanstadt uad damit eine der zehn größten Fabriken der Welt. Belvidere ist Teil der Metropolregion Rockford. 

## Geschichte
Das U.S. Post Office Belvidere ist ein historisches Gebäude im Zentrum von Belvidere. Es wurde 1911 gebaut und wurde am 11. Mai 2000, mit der Nummer 00000473 in das National Register of Historic Places aufgenommen.
Am 31. März 2023 traf ein Tornado das Apollo-Theater während eines Konzerts von Death-Metal-Bands. Das Dach des Gebäudes stürzte ein, von den 260 darin befindlichen Personen wurden eine getötet und Dutzende verletzt.

## Geografie
Die Stadt erstreckt sich über eine Fläche von 23,2 km², die ausschließlich aus Landfläche besteht.
Belvidere liegt am Kishwaukee River in der Mitte von Nord-Illinois in der Nähe der Grenze nach Wisconsin.
Nach Rockford sind es von Belvidere 21,5 km in westlicher Richtung. Nach Südosten sind es 117 km bis Chicago, in nordöstlicher Richtung sind es 142 km bis Milwaukee und Wisconsins Hauptstadt Madison befindet sich 124 km im Norden. Über Rockford sind es in westlicher Richtung 124 km bis zum Ufer des Mississippi River.

## Demografische Daten
Bei der Volkszählung im Jahre 2000
wurde eine Einwohnerzahl von 20.820 ermittelt. Diese verteilten sich auf 7.531 Haushalte in 5.324 Familien. Die Bevölkerungsdichte lag bei 886,3/km². Es gab 7.970 Gebäude, was einer Bebauungsdichte von 339,3/km² entsprach.
Die Bevölkerung bestand im Jahre 2000 aus 84,53 % Weißen, 1,15 % Afroamerikanern, 0,37 % Indianern, 0,47 % Asiaten und 11,57 % anderen. 1,92 % gaben an, von mindestens zwei dieser Gruppen abzustammen. 26,07 % der Bevölkerung bestand aus Hispanics, die verschiedenen der genannten Gruppen angehörten.
29,7 % waren unter 18 Jahren, 8,8 % zwischen 18 und 24, 31,2 % von 25 bis 44, 18,1 % von 45 bis 64 und 12,2 % 65 und älter. Das durchschnittliche Alter lag bei 32 Jahren. Auf 100 Frauen kamen statistisch 97,2 Männer, bei den über 18-Jährigen 94,7.
Das durchschnittliche Einkommen pro Haushalt betrug 42.529 US-Dollar (USD), das durchschnittliche Familieneinkommen 50.601 USD. Das Einkommen der Männer lag durchschnittlich bei 37.116 USD, das der Frauen bei 24.454 USD. Das Pro-Kopf-Einkommen belief sich auf 17.804 USD. Rund 7,8 % der Familien und 10,0 % der Gesamtbevölkerung lagen mit ihrem Einkommen unter der Armutsgrenze.

## Persönlichkeiten
Hier geboren
- Charles Eugene Fuller (1849–1926), Politiker, vertrat  Illinois im US-Repräsentantenhaus
- Emory Stephen Bogardus (1882–1973), Soziologe, Präsident der American Sociological Association
- Albert Charles Schaeffer (1907–1957), Mathematiker, Hochschullehrer

## Weblinks

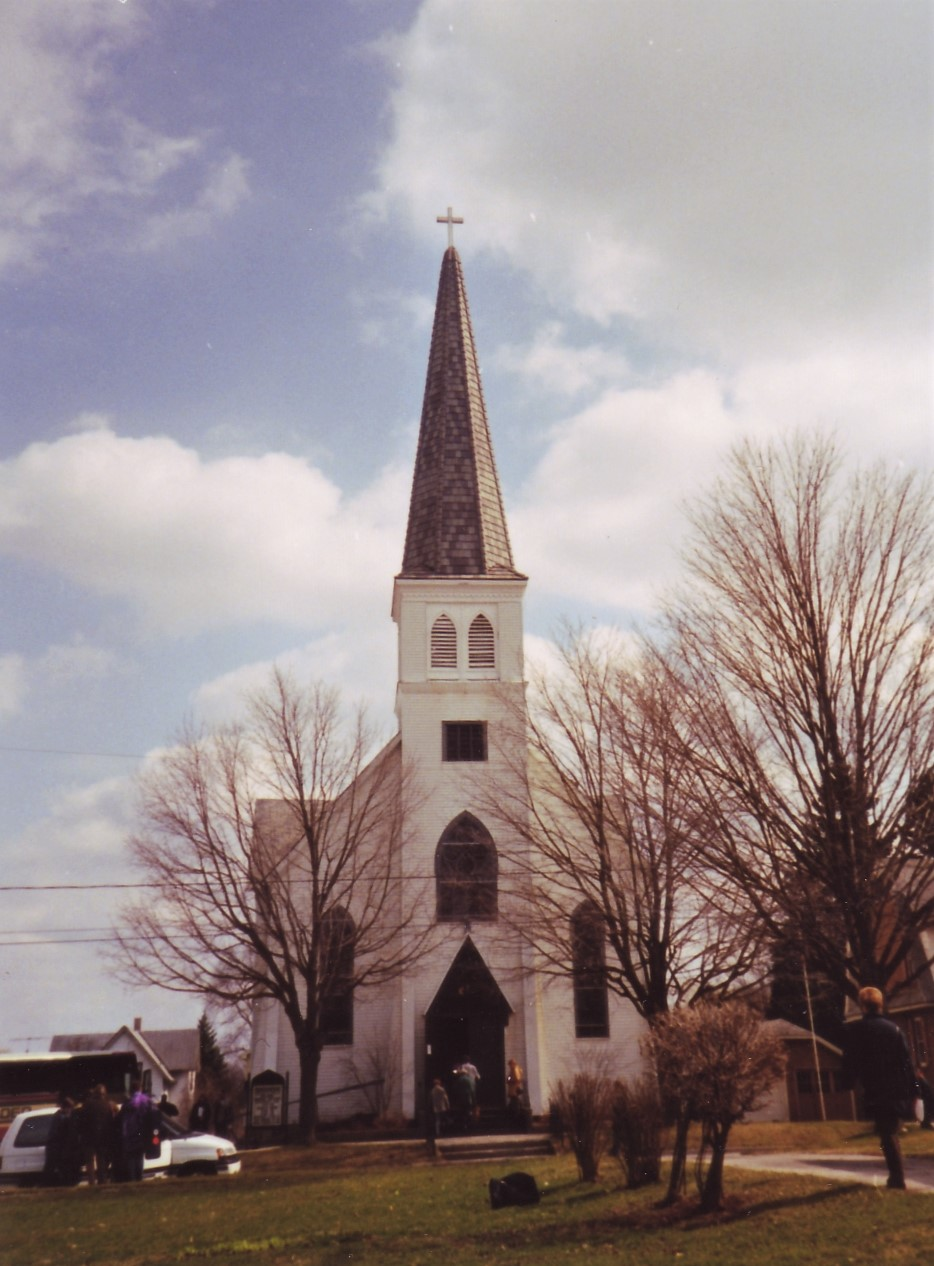
Immanuel Lutheran Church in Belvidere